# Aéroport d'Oujda-Angads
L'aéroport d'Oujda-Angads (code IATA : OUD • code OACI : GMFO) est un aéroport international marocain situé à 12 kilomètres au nord de la ville d'Oujda. 8e aéroport  du Maroc quant au trafic en 2019 après Nador.

## Installations et équipements
Étendu sur une superficie totale de 850 ha, l'aéroport dispose de deux terminaux, le T1 d'une capacité de 500 000 passagers et le T2 ouvert en 2010 d'une surface de 28 000 m2 pouvant traiter 2 700 000 passagers par an ce qui place Angads au 3e rang des aéroports du royaume quant à la capacité derrière Mohammed V de Casablanca et Menara de Marrakech. Le parking avions est passé de 5 à 14 places pouvant accueillir des moyens et des longs courrier. Il dispose aussi de deux pistes d'atterrissage orientées respectivement est-ouest et nord-sud. L'aéroport est le 3e aéroport du Maroc à posséder des passerelles télescopiques derrière Casablanca, Rabat et devant Marrakech. Il possède aussi 24 comptoirs d'enregistrement et 3 tapis de dépôt de bagage. L'aéroport de Oujda bénéficie de 5 cafétérias, d'un salon VIP, de DUTY FREE et de magasin de mode.

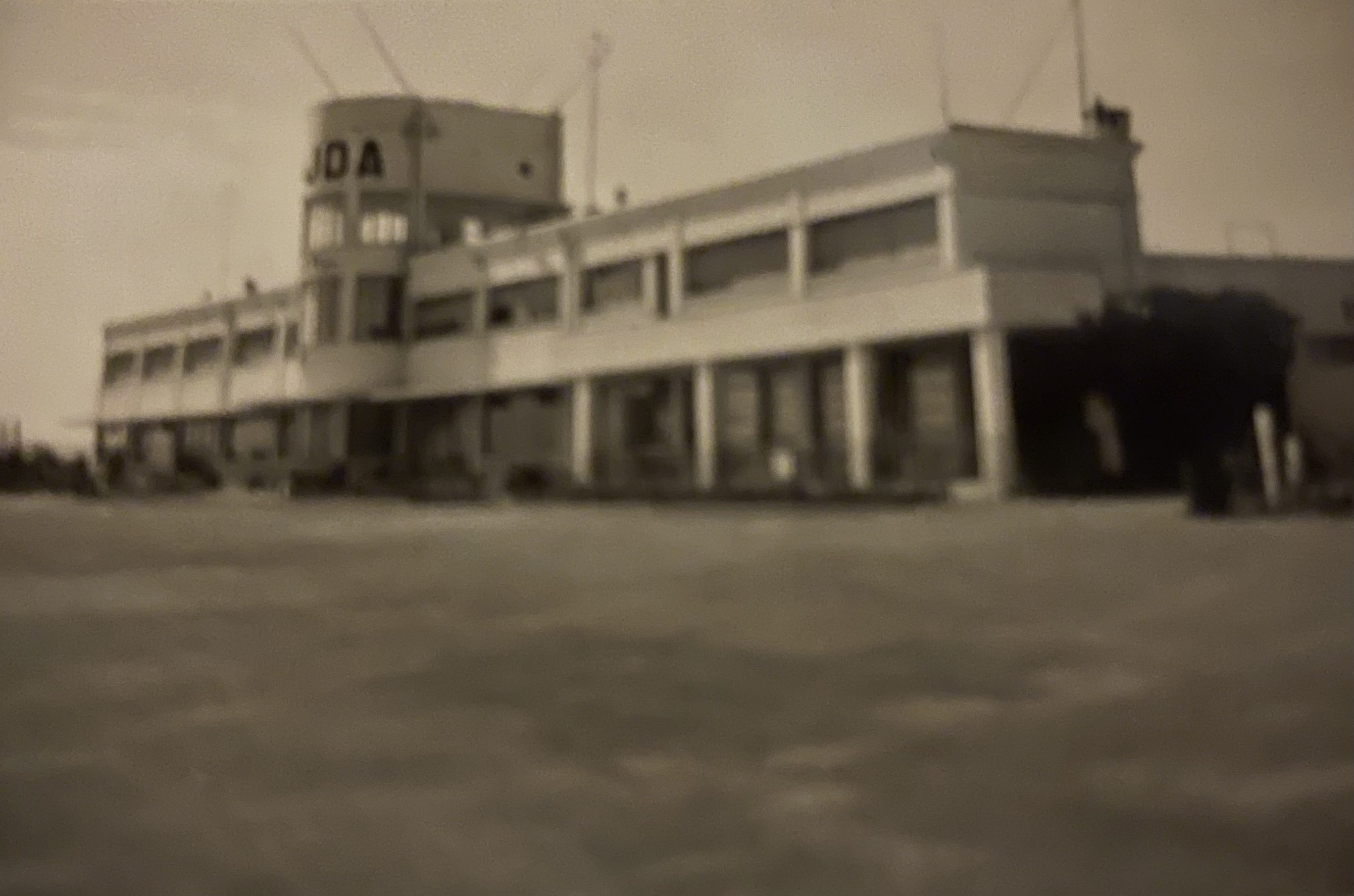
Oujda Aéroport civil en 1956

## Situation

### Carte des aéroports du Maroc
| \| 100 km1:10 004 000 \| Ouezzane Agadir Al Hoceima Meknès Béni Mellal Bouarfa Casablanca-Tit Mellil Casablanca-Mohammed V Errachidia Essaouira Fès Guelmim Ifrane Kénitra Khouribga Marrakech Nador Ouarzazate Oujda Rabat-Salé Tanger Zagora Tan-Tan Tarfaya Tétouan Benslimane Sidi Slimane Inezgane Ben Guerir Taroudant Taza |
| 100 km1:10 004 000 |

## Statistiques
En 2017, l’aéroport Oujda Angad est classé 8e aéroport marocain quant au trafic passagers avec 633 709.
Pour des raisons techniques, il est temporairement impossible d'afficher le graphique qui aurait dû être présenté ici.

Voir la requête brute et les sources sur Wikidata.
| 2002             | 2003             | 2004             | 2005              | 2006             | 2007              | 2008              | 2009             | 2010              | 2011              | 2012               | 2013              | 2014             | 2015             | 2016             |
| ---------------- | ---------------- | ---------------- | ----------------- | ---------------- | ----------------- | ----------------- | ---------------- | ----------------- | ----------------- | ------------------ | ----------------- | ---------------- | ---------------- | ---------------- |
| 168 385 · 8,06 % | 180 406 · 7,14 % | 193 036 · 7,00 % | 225 444 · 16,79 % | 242 080 · 7,38 % | 315 006 · 30,12 % | 367 156 · 16,56 % | 400 369 · 9,05 % | 461 873 · 14,73 % | 509 188 · 10,68 % | 448 548 · -11,90 % | 505 374 · 12,67 % | 515 896 · 2,08 % | 522 947 · 1,37 % | 546 398 · 4,48 % |

## Accès à l'aéroport

### Par route
- N 2 : Voie rapide 2x2 ;  Aéroport Oujda - Angad.

## Projets
Un projet d'extension de l'aéroport, d'un coût de 950 MMAD, est en cours de construction, comprenant: 
- Extension du parking-avions pour atteindre une capacité de 14 appareils moyen courrier
- Aménagement de nouveaux parkings de 1000 véhicules
- Aménagement de bretelles de liaison avec le Terminal 2
- Balisage lumineux et l'éclairage des parkings-avions

## Compagnies et destinations
| Compagnies          | Destinations |
| ------------------- | --- |
| Air Arabia Maroc    | Bruxelles-National, Marseille-Provence, Paris-Charles de Gaulle, Région de Murcie En saison : Barcelone-El Prat, Charleroi Bruxelles-Sud, Lille Lesquin, Lyon-Saint-Exupéry |
| Air Nostrum         | En saison charter : Lisbonne-H. Delgado, Porto-F. Sá-Carneiro |
| ASL Airlines France | En saison : Paris-Charles de Gaulle, Strasbourg |
| Brussels Airlines   | En saison : Bruxelles-National |
| Royal Air Maroc     | Casablanca-Mohammed-V, Paris-Orly En saison : Düsseldorf, Paris-Charles de Gaulle                                                                                           |
| Ryanair             | Barcelone-El Prat, Charleroi Bruxelles-Sud, Marseille-Provence, Paris-Beauvais, Toulouse-Blagnac En saison : Weeze                                                          |
| Smartwings          | En saison charter : Prague-Václav-Havel |
| Transavia France    | Lyon-Saint-Exupéry, Paris-Orly |
| TUI fly Belgium     | Paris-Orly En saison : Bordeaux-Mérignac, Bruxelles-National, Eindhoven, Lille Lesquin                                                                                      |
| TUI fly Netherlands | En saison : Eindhoven |

Actualisé le 5/08/2023